# Молино Нуово (Савона)
Молино Нуово је насеље у Италији у округу Савона, региону Лигурија.
Према процени из 2011. у насељу је живело 625 становника. Насеље се налази на надморској висини од 26 м.